# Villanova (Huesca)
Villanova (aragonesisch Bilanoba, Billanoba im lokalen Dialekt Benasqués) ist eine Gemeinde in der Provinz Huesca in der Autonomen Gemeinschaft Aragonien in Spanien. Sie liegt in der Comarca Ribagorza inmitten der Pyrenäen am Fluss Ésera im Tal von Benasque. In Villanova wird wie in Benasque ein als Benasqués bekannter katalanisch-aragonesischer Übergangsdialekt gesprochen.

## Bevölkerungsentwicklung
| Jahr      | 1900 | 1950 | 1991 | 1996 | 2001 | 2004 | 2009 |
| Einwohner | 243  | 131  | 94   | 113  | 132  | 133  | 150  |

## Wirtschaft
Die Wirtschaft der Gemeinde war ursprünglich landwirtschaftlich geprägt. Seit der Zeit um 1980 hat der Tourismus durch die Eröffnung des Wintersportorts Cerler einen starken Aufschwung genommen.

## Sehenswürdigkeiten
- Die romanisch-lombardischen Kirchen Santa María und San Pedro (Sant Pere)

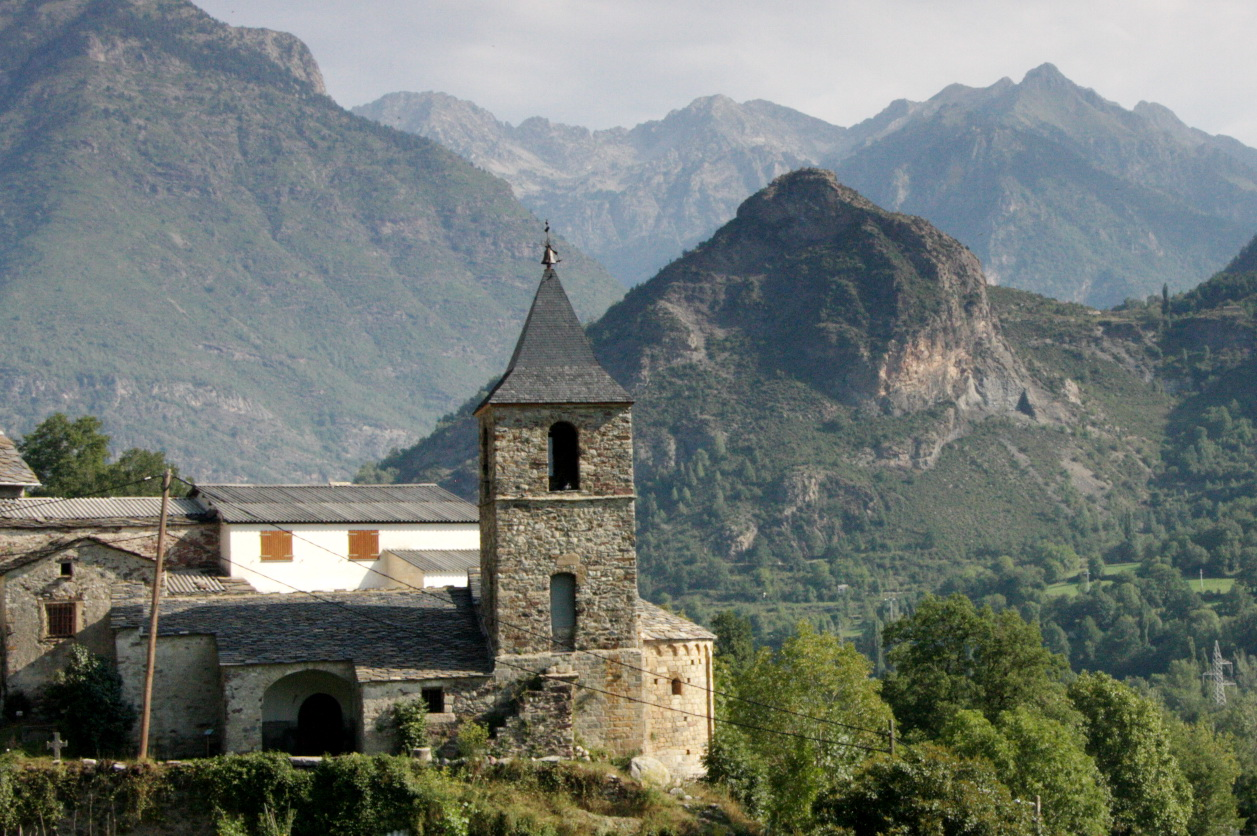
Kirche Santa María
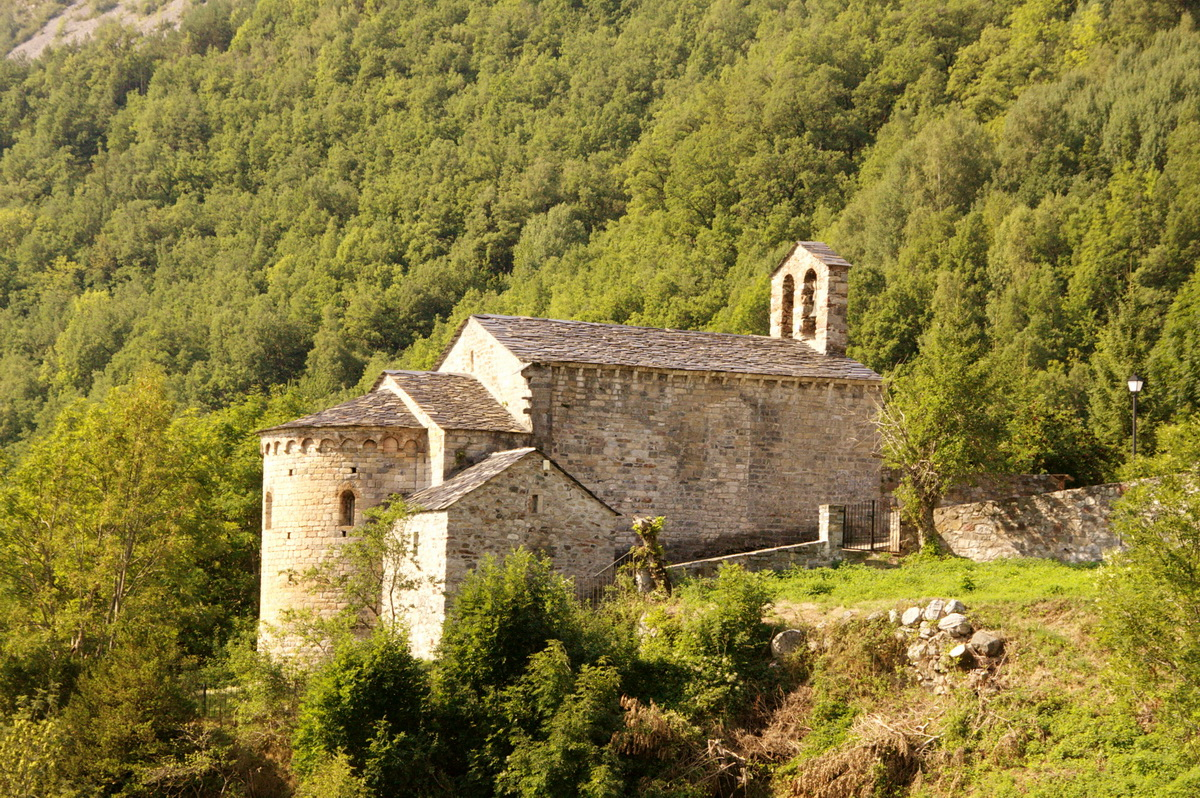
Kirche San Pedro